# Nervio glosofaríngeo
El nervio glosofaríngeo (también, IX par craneal) es un nervio mixto (sensitivo y motor) que emerge del bulbo raquídeo del encéfalo y pasa anterolateralmente para abandonar el cráneo a través del agujero yugular posterior junto a los pares X, XI y la vena yugular interna. En este agujero, se hallan los ganglios inferior (ganglio de Andersch) y superior (ganglio de Ehrenritter) de este nervio, que contienen los cuerpos celulares para los componentes aferentes del nervio. El nervio craneal IX sigue al músculo estilofaringeo, y pasa entre los músculos constrictores superior y medio de la faringe, para alcanzar la orofaringe y la lengua. Contribuye al plexo nervioso faríngeo. El nervio glosofaríngeo es aferente de la lengua y la faringe, de ahí su nombre, y eferente para el estilofaríngeo y la glándula parótida.
- Origen aparente: surco lateral del bulbo.
- Origen real:

Fibras sensitivas: nacen del ángulo externo de la sustancia reticulada gris, descienden en sentido vertical al fascículo solitario, siguen longitudinalmente. Su volumen aumenta de abajo arriba por ramas descendentes del nervio intermediario, neumogástrico al núcleo solitario, y termina en la parte media y superior del núcleo (gustativo de Nageotte).
Fibras motoras: nacen del núcleo ambiguo; comienzan en la parte superior del entrecruzamiento sensitivo y terminan en la oliva bulbar. Representan la cabeza del asta anterior.
- Límites: Sale por la fosa yugular, pasa acompañado de X y XI, se dirige a la base de la lengua (va en sentido del pabellón auricular, hasta la lengua) pasa entre la vena yugular interna y la arteria carótida interna, rodea la arteria, sigue la pared lateral de la faringe y se distribuye por la mucosa de la lengua.[cita requerida]

## Funciones
El nervio glosofaríngeo es:
- Sensitivo general de la mucosa de la faringe, la amígdala palatina, el tercio posterior de la lengua, la trompa auditiva y el oído medio.
- Sensitivo para la presión arterial y la química del seno carotídeo y el cuerpo carotídeo.
- Motor y propioceptivo para el estilofaríngeo.
- Parasimpático (secretomotor) para la glándula parótida.

Además es el par craneal menos probable de lesionarse ante una fractura de la base del cráneo.

## Enfermedades
- Neuralgia del glosofaríngeo.